# Miguel Ángel Rodríguez Echeverría
Miguel Ángel Rodríguez Echeverría (San José, 9 januari 1940) is een Costa Ricaans econoom en politicus. Hij was van 1998 tot 2002 president. In 2004 legde hij binnen twee weken zijn functie weer neer als secretaris-generaal van de Organisatie van Amerikaanse Staten.

## Biografie
Rodríguez studeerde economie en rechten. In 1966 promoveerde hij aan de Universiteit van Californië, Berkeley. Daarna werkte hij als universitair docent.
Hij was president van Costa Rica van 8 mei 1998 tot 8 mei 2002. Van september tot 15 oktober 2004 was hij secretaris-generaal van de Organisatie van Amerikaanse Staten (OAS). Hij stapte na twee weken op vanwege beschuldigingen van corruptie.
Op 27 april 2011 werd hij veroordeeld tot vijf jaar gevangenisstraf wegens corruptie. De rechtbank oordeelde dat het bewezen was dat hij als president steekpenningen ter waarde van 541.000 euro had aanvaard om Alcatel in staat te stellen een mobiel telefooncontract van 149 miljoen USD te ondertekenen met het Costa Rican Electricity Institute. De beschuldiging van onrechtmatige persoonlijke verrijking kon niet worden bewezen.